# Musikmarsch
En musikmarsch består i att en musikkår spelar ett musikstycke och samtidigt går i takt till musiken. Man går på led, och med ett befäl som ger kommandon och leder musikkåren. Musiken som spelas är oftast marschmusik i 2/2-takt.  Tempot är normalt runt 112 slag i minuten. Musikmarschen är en vanlig företeelse bland militärmusikkårer världen över, men praktiseras också av civila orkestrar. De kallas då marscherande orkestrar eller marching band på engelska.
Då musikmarsch skall genomföras tillsammans med större militära enheter - bataljoner eller regementen - med flera hundratals man i långa kolonner, anpassas musikkårens storlek efter detta. Skall förbimarsch i parad genomföras krävs särskilda aktiviteter av musikkåren. Den enda musikkår i Sverige som regelbundet och rutinmässigt genomför sådana aktiviteter integrerad i större militära förband är Livgardets Dragonmusikkår LDK. LDK leder parad och förbimarsch för minst 500 soldater den 4 december på K1 kaserngård samt vid liknande högtidliga tillfällen. På Livgardets dag i Kungsängen genomförs ännu större parader på hösten vart år, men hittills utan förbimarsch. Livgardets musikkår, Svea livgardes fältpiparkår eller Arméns Musikkår tar då en mycket aktiv del i paraden som kommenderas av en ensam officer. Sådana större parader är utomordentligt tacksamma för musikkåren att genomföra då dess publik utgörs av paraddeltagarna som alla är aktiva genom marschen, rörelser och exercisen.
En väl avvägd och genomförd parad tillsammans med större militära enheter ger musikkåren en ställning som en verklig militärmusikkår och ger musikerna en inblick i för vilka ändamål militärmusiken egentligen är skapad. Musikkårens anseende höjs omedelbart av en sådan insats.

## Marschens grunder
Nedan följer en kort redogörelse för marschens grunder, som är nödvändig för att förstå resten av innehållet.

### Fotarbete och pendling
Marschen spelas i alla breve-takt, det vill säga på två slag. Vänster fot sätts ner på ettan och höger fot på tvåan. Man börjar alltid med vänster fot. Om kåren pendlar med armarna, så ska högerarmens pendling nå sin topp när vänster fot sätts ner i marken. Idealet är en armpendling på nittio grader (rakt ut från kroppen) men det är lätt att det blir antingen mer eller mindre. Handen ska gå lite inåt så att den är precis framför musikern på sin topp. Det anses snyggt att vinkla sin hand lite nedåt i pendligen så att tummen pekar rakt fram. Under en musikmarsch håller man sitt instrument i vänster hand och det är aldrig aktuellt att pendla med båda armar. Passgång är när man pendlar med samma sida, alltså höger arm och höger ben samtidigt. Detta är ett mycket onaturligt sätt att gå på, och det är inte eftersträvansvärt i en marscherande musikkår eftersom det ser tämligen komiskt ut.

### Enskild ställning (Givakt)
Enskild ställning, även kallat givakt efter kommandot, är den mest strama lystringsgrad som används i en musikkår. När enskild ställning är kommenderat står man helt stilla, rak i ryggen, munnen stängd och med blicken fäst rakt framåt. Händerna skall vara knutna, längs med sidorna, och fötterna skall stå ihop och lätt vinklade utåt. När man marscherar med instrument håller man detta i vänster hand, högt och rakt, och har höger hand vid sidan. Det är inte tillåtet att vända sig om, titta på förbipasserande människor, eller prata med kamrater. Möjligen får man svara på direkta frågor från stavförare, men i så fall är det brukligt av stavföraren att först ställa ner kåren i lystring ställ. Det är heller inte tillåtet att justera in sig i ledet om man skulle ha hamnat fel, om inte stavföraren ger kommandot rättning. Stavföraren måste ställa kåren i enskild ställning innan han kan ge andra kommandon, såsom avmarsch eller inslag av musik.
Namnet 'enskild' kommer av att en musiker i enskild ställning är helt oberoende av sin omgivning och inte ger någon uppmärksamhet åt något annat än kommandon från stavföraren.
Om inget annat är kommenderat utgår man från att enskild ställning är den lystringsgrad som gäller. Det är också den lystringsgrad som musikkåren står i efter att uppställning har kommenderats.

### Lystring ställ (Manöver)
Lystring ställ, ibland kallat manöver, är den mest lediga lystringsgrad som vanligen används i en musikkår. När lystring ställ är kommenderat står man på stället och går ingenstans, men man tillåts justera sin utrustning och sträcka lite på sig. Händerna har man bakom ryggen på så vis att höger hand knyts och vänster hand tar ett grepp om höger hand så att pekfingret och tummen griper om handleden. Var man håller händerna beror på vilken gren av militären man tillhör, eller vill efterlikna. Armén har vanligtvis sina händer i korsryggen medan flottan har sina nere i svanken. Det varierar förstås mellan olika kårer. Benen står ganska brett isär med fötterna lätt vinklade utåt. När man marscherar med instrument håller man det med båda händerna, rakt framför sig och något lägre än i enskild ställning. I vissa musikkårer håller man instrumentet bara med den ena handen och har den andra knuten bakom ryggen. Den viktigaste funktionen med lystring ställ är att låta musikerna byta noter och utföra mindre justeringar på sitt instrument. Man kan också få ställa kortfattade frågor eller ge uppmaningar till sina kamrater, men det bör undvikas om det inte är absolut nödvändigt.

### Avmarsch
För detaljer om kommandot och stavtecknet se Kommandon
Avmarschen börjar på slaget efter att stavföraren har sagt 'marsch!' (slag två) genom att musikern skjuter fram vänster fot, med tån fram som om han/hon tänkte sparka iväg en liten boll. Höger arm pekar rakt framåt som på pendlingens topp. På nästföljande slag (slag ett) sätts foten ner och armen går tillbaka och fortsätter därefter pendla fram och tillbaka samtidigt som fötterna fortsätter att gå framåt på ettan och tvåan. Om stavföraren samtidigt slår in musik så slutar armpendlingen på tvåan och musikern gör sedan ett upptag.

### Inslag och upptag
Om stavföraren innan han kommenderar framåt marsch har tagit upp staven med kulan först, så ämnar han slå in musiken direkt efter avmarschen. Han kan även slå in musik utan att kommendera framåt marsch, då gör han bara stavtecknet för inslag. Slagverkarna slår då en kort signal på fyra takter, kallat inslag eller just "fyra takter", med början på den etta då foten sätts ner i marken och armen faller tillbaka. På ettan i takt två av inslaget fattar musikerna instrumentet med båda händer och sträcker fram det framför sig. På ettan i takt tre av inslaget tar de upp instrumentet i spelklar position. Musiken börjar på ettan i femte takten.
Efter avslaget tar man ner instrumenten på samma sätt, fast då bara på två takter. Efter nedtaget börjar musikerna armpendla igen, gör så i åtta takter. Därefter har man sexton takter utan armpendling, då man byter noter. Ingen armpendling även om man är klar på mindre än sexton takter. Efter totalt tjugofyra takter börjar man armpendla igen, och gör så tills man får ett annat kommando.

## Musikkårens delar

### Stavföraren
Kallas inom hemvärnet för hemvärnstrumslagare, i armén regementstrumslagare, inom marinen flaggtrumslagare, inom flyget flottiljtrumslagare. Den civila benämningen är tamburmajor. Stavföraren är kårens ledare under marschen. Han ger kommandon och bestämmer ofta vilka musikstycken som skall spelas. Stavföraren går först under marschen och visar vägen. Stavföraren behärskar ett antal kommandon, ofta både muntligen och med staven. Stavföraren är också den som tackar för applåder efter ett nummer. Stavföraren är inte en egentlig medlem av avdelningen, han går alltid först utan att bry sig om vad de andra gör. Det är dock den mittersta musikern i mittkolonnens uppgift att gå någorlunda bakom stavföraren. Att verka som stavförare vid en musikmarsch kallas ofta "att gå med stav". 

### Avdelningen
På stavförarens kommando 'uppställning!' ställer musikerna upp i led på längden (kolonner) och på bredden (rotepar). Antalet kolonner bestäms, ofta i förväg, av stavföraren eller annan ledare. Vanligast är att man går på fem kolonner. Om musikerna är få till antalet går man ibland på fyra kolonner. Väldigt stora musikkårer, såsom svenska Arméns Musikkår och Marinens Ungdomsmusikkår kan gå på sex led för att inte kåren ska bli för lång och ljudet för utspritt. Efter kommandot uppställning står musikkåren i enskild ställning.
Uppställningen sker på så sätt att stavföraren ställer sig där han tycker att kåren ska börja, och sedan fyller man på med rotepar efter honom. Det är vanligt med ett lite större avstånd mellan stavföraren och kåren än mellan roteparen. Mellanrummet mellan roteparen är vanligtvis runt tre steg. Ofta stegas detta ut av stavföraren under uppställningen. Flöjterna står oftast först, därefter klarinetter, övrigt träblås, brass och tungt brass. Finns en lyra med i musikkåren står den längst fram i mitten. Slagverket bildar ett eller flera egna rotepar, och placeringen varierar mellan olika kårer. Om man har så många slagverkare, som spelar en djupare form av virveltrumma (är ofta 14x10 tum), även kallad marschtrumma, kagge eller liten trumma,  att de kan bilda ett eget rotepar, så kan man ställa dem sist i eller först. Detta kallas ofta Tutti-led (efter italienskans "tutti" som betyder alla). En fördel med den sistnämnda konfigurationen är att man då lättare kan göra kolonnavbrytningar. Varje slagverkare kan då med slag på trumman styra sin kolonn (markera halt, avslag etc.) men man brukar bestämma en specifik person som gör detta. Man har ofta en solo-trumma, som går i mitten av orkestern och spelar de delar av musikstycket där nyansen är mp-p eller ibland mf (alltså ganska tyst), för att volymen inte ska bli för hög. 
Om slagverkarna är så få att det blir en lucka i deras rotepar kan man ställa dem i mitten, mellan träblåset och brasset.
Efter uppställningen ger stavföraren vanligtvis kommandon för rättning och kungör vilka stycken som skall framföras. Se kommandon för detaljer.

### Fanbärare
Om fanbärare finns i kåren går de först, ibland i samma rotepar som stavföraren, ibland framför denne (i vilket fall stavföraren får bestämma innan avmarsch vilken väg han tänker gå och berätta detta för fanbärarna). I vissa musikkårer har man en separat flaggvakt som går med fanan. I undantagsfall går fanbärarna sist efter kåren.

## Muntliga kommandon
Stavföraren kan ge ett antal muntliga kommandon. När kåren spelar används stavkommandon istället eftersom det då är svårt att höra vad stavföraren säger. Med muntliga kommandon menas inte muntliga order, som kan vara vad som helst, utan de välkända och inövade order som staföraren ger under marsch. Till exempel: Stavföraren vill att kåren ska skringras och samlas igen klockan halv fyra (eg. fem i halv fyra eftersom man antas vara på plats fem minuter innan - femminutersregeln). Han säger: Vi skringras och ses här igen klockan halv fyra. Giv akt! Verkställ! Giv akt och verkställ är kommandon, medan ordern står för sig.
Under marsch liksom under andra omständigheter inom militären skiljer man på rätt, fel och inte rätt. För stavföraren att kommendera 'höger om' när publiken står på vänster sida är inte rätt, eftersom kåren då vänder publiken ryggen. Det kan däremot inte sägas vara fel; stavföraren för befälet och han ger vilka kommandon han vill.
Takten i kommandot indikeras slag för slag med formen:
```
exempel-kryss ett   [två]
        X   ..   1     2

```

där '1' indikerar slag ett, '2' indikerar slag två, 'X' indikerar en stavelse som inte nödvändigtvis kommer på ett numrerat slag, ord inom [hakparenteser] beskriver vad som händer, '-' indikerar två eller flera ord som skall sägas på ett och '..' indikerar att man här kan göra ett uppehåll på obestämd tid. Man gör dock fortfarande kommandot i takt, även om stavföraren kan vänta hur många slag han vill mellan orden framåt och marsch. Observera att flera stavelser kan komma på samma slag, som i fallet framåt marsch.
Kommandot kan föregås av en begränsning, såsom 'avdelning' eller 'musikkåren'. Syftet med detta är både att påkalla uppmärksamhet, och att avgränsa sitt kommando till en specifik grupp eller en specifik person. Det är dock ingen nödvändighet, och om det uteblir antas ordern omfatta hela kåren eller den sist kommenderade enheten. Till exempel skulle stavföraren kunna säga "Trumpetare, framåt marsch!".

### Uppställning!
Kommandot ges inte i någon speciell takt.
På kommandot uppställning ställer kåren upp på tidigare angivna platser eller helt enkelt där det finns plats. Man fyller på bakom stavföraren med mittkolonnen i mitten. Om kåren består av ett jämnt antal kolonner ställer man naturligtvis upp så att stavföraren hamnar i mitten av de två mittersta kolonnerna

### ** armlängds lucka - rättning mittåt!
Kommandot ges i takt.
** byts ut mot enkel eller dubbel så att kommandot blir enkel armlängds lucka - rättning mittåt! etc. I undantagsfall kan man kommendera halv armlängd, se nedan.
Om antalet kolonner är udda rättar man vanligtvis mittåt. Med detta menas att musikerna i den mittersta kolonnen bestämmer placeringen i längdled för sitt rotepar. I teorin skulle stavföraren lika gärna kunna kommendera rättning vänsteråt, men det är högst ovanligt för ett udda antal kolonner. För enkel armlängd: Musikerna i det främsta roteparet sträcker ut sina armar in mot mittkolonnen och ställer sig så att avståndet blir lagom en armlängd. Musikern i mitten rör sig inte. För dubbel armlängd: alla musiker i det främsta roteparet utom de på kanterna sträcker ut båda armar i sidled och ställer sig så att avståndet blir lagom två armlängder. Om halv armlängd kommenderas gör man som för enkel, fast man sträcker ut armbågen istället. Det är bara det främsta roteparet som sträcker ut sina armar, de andra rättar sig efter det främsta. Det är vanligt att stavföraren håller upp sin stav framför varje kolonn för att göra det lättare för bakre led att rätta sig. De yttre musikerna i det främsta roteparet tittar in mot mittkolonnen för att se hur de står. På ett kommando såsom 'ta ner!' eller 'återgå!' tar alla ner sina händer och fäster blicken framåt igen.

### ** armlängds lucka - rättning vänsteråt!
Samma som ovan fast med den skillnaden att den vänstra kolonnen blir rättkolonn. Armarna sträcks ut år vänster. Används när man går på ett jämnt antal kolonner.
Rättkolonnen fortsätter att vara rättkolonn tills något annat kommenderas. Under marschen är det musikern i rättkolonnen som bestämmer hur långt ifrån nästa rotepar man skall gå.
Ibland kommenderar stavföraren bara 'rättning mittåt' eller bara 'rättning'. Då antas den sist sagda luckan och rättkolonnen gälla. Om inget sagts antas enkel armlängd lucka gälla. Vidare antas mittåt gälla om det finns en mittkolonn. Annars vänsteråt.

### Giv akt!
Flottan:
```
giv akt [blind-tvåa] [ihop]
2   1   2            1

```

Armén:
```
giv akt [ställningssteg] [stamp]
2   1   2                1

```

I flottan väntar man ett slag innan man ställer ihop fötterna och slår händerna i sidorna på ettan. I armén gör man ett så kallat ställningssteg där knäet tas upp och händerna slår i sidorna på tvåan för att sedan göra ett rejält stamp på ettan.

### Lystring ställ!
Flottan:
```
lystring ställ [blind-tvåa] [isär]
2        1     2            1

```

Armén:
```
lystring ställ [ställningssteg] [stamp]
2        1     2                1

```

I flottan väntar man ett slag innan man ställer isär fötterna och knyter händerna bakom ryggen på ettan. I armén gör man ett så kallat ställningssteg där knäet tas upp och händerna knyts på ryggen på tvåan för att sedan göra ett rejält stamp på ettan.

### Avdelning framåt marsch!
```
avdelning-framåt marsch [anträde] [vänster]
          X      ..  1      2         1

```

Kommandot betyder helt enkelt att kåren ska börja gå framåt (avmarsch). Det kombineras ofta med ett inslag av antingen musik eller mellanmarsch. Om så är fallet görs inslaget på samma slag som foten sätts ner (vänster).

### Avdelning halt!
```
avdelning halt [blind-etta] [halt]
X         ..  2    1            2

```

Kommandot ges till en kår som befinner sig på marsch. Eventuell musik eller mellanmarsch fortsätter efter haltet, men muntligt halt ges sällan när musik eller mellanmarsch spelas
Stavelsen 'halt' kommer på tvåan (höger fot). Musikern tar då ytterligare att steg med vänster fot för att sedan stanna på nästa höger. Haltets utförande varierar mellan de olika mitiära grenarna; i armén stampar man högljutt med höger fot när man stannar medan man i flottan snarare "smyger" ihop fötterna. Efter halt står kåren i enskild ställning. Inga noter byts, och ingen flyttar sig om inte kommando om rättning ges.
Armpendlingen slutar på kommandot 'avdelning!'.

### Vänster om!
```
vänster om [sväng] [ihop]
2       1  2       1

```

På tvåan lyfter man vänster tå och höger häl och snurrar ett kvarts varv motsols på höger tå och vänster häl. På ettan skjuter man ihop höger fot och står därefter stilla.

### Höger om!
```
höger om [sväng] [ihop]
2     1  2       1

```

Som vänster om fast åt andra hållet.
Om man skulle snurra åt fel håll (höger när vänster är kommenderat och vice versa) skall man enligt reglerna stå kvar så. Det är då väldigt tydligt att man står fel, och i vissa kårer tillåts man göra ett helt om själv om man skulle råka göra fel.

### Helt om!
```
helt om [anträde] [höger] [sväng] [ihop]
2    1  2         1       2       1

```

Helt om (helomvändning) görs genom att musikern på tvåan gör ett marschanträde med höger fot, dock utan armpendling och med foten mycket längre till vänster än vid ett marschanträde. Efter anträdet sätter han/hon ner foten på ettan (som vid ett marschanträde), svänger ett halvt varv motsols på tvåan och skjuter ihop högerfoten på ettan. Konsten med helt om är att sätta foten långt till vänster och att snabbt hitta ett blickfång efter svängen.

### Helt om marsch!
```
  
avdelning-helt om marsch
                  [anträde] [höger] [sväng] [ihop] [anträde] [vänster]
          2    1  2         1       2       1      2         1

```

Helt om marsch är en kombination av 'helt om' och 'framåt marsch'. Helomvändningen följs av ett omedelbart marschanträde. stavelsen 'marsch' sägs på andra tvåan, det vill säga samma slag som anträdet görs. Således vet musikern inte alltid när han hör kommandot att det blir avmarsch direkt efteråt. Möjligen kan man höra det på tillägget 'avdelning' innan kommandot, men det är långt ifrån säkert att det betyder avmarsch. Kommandot används inte så ofta i amatörmusikkårer då det är svårt att återfå balansen så snabbt att man är redo att ge sig av direkt när man kommer ur helomvändningen. Det är också det längsta vanligt förekommande kommando som en musikkår använder sig av.

### Höger vänster om marsch! (skingring)
```
höger-vänster-om marsch [anträde] [vänster]
              X  .. 1      2         1    

```

Kommandot betyder att musikerna är fria att göra vad de vill fram till nästa planlagda spelning eller samling.
På kommandot 'marsch' görs samma anträde som vid ett framåt marsch, men när musikern satt ner sin vänstra fot är han fri att gå vart han vill, och marschen är över.

### Verkställ!
```
verk ställ [anträde] [vänster]
2    1     2         1

```

Verkställ betyder ungefär samma sak som höger vänster om, men skillnaden är att musikern efter kommandot 'verkställ' inte på något sätt är fri att göra vad han/hon vill. Efter kommandot skall musikern göra som stavföraren eller annat befäl beordrat. Kommandot föregås därför alltid av en serie order om vad skall hända efter kommandot, och är annars meningslös. Kommandot utförs i övrigt som ett höger vänster om marsch.
Verkställ används av förklarliga skäl oftare i militära musikkårer, där musikerna sällan är fria att gå vart de vill efter en marsch. Det är inte så vanligt i amatörmusikkårer.

## Stavkommandon
När stavföraren vill göra ett tecken, sätter han spinn på staven och snurrar denna i handen ett tag. Så fort stavföraren hanterar staven på något sätt slår bastrumman två dubbelslag på ettan i två takter, även om musik spelas. Detta för att musikerna ska bli uppmärksamma på staven. I vissa skolorkestrar visslar stavföraren med en visselpipa när han/hon tänker ge ett kommando. Bastrumman svarar då med ytterligare en vissling och två dubbelslag.

### Inslag av musik
Tecknet kan göras både när kåren står stilla och när den är på marsch.
Staven sträcks upp högt i höger hand, kulan upp. Slagverket gör upptag av stockar i egen takt, om de inte spelar mellanmarsch och redan har dem uppe. Staven lyfts upp ytterligare lite på tvåan och sedan ner igen med en knyck på ettan, då slagverket slår inslag. Om framåt marsch har kommenderats innan görs lyftet på anträdet och knycken på vänster fot. Under inslaget görs upptag av instrument. Efter inslaget spelas det musikstycke som man har kommit överens om, om och om igen, tills ett avslag eller inslag av mellanmarsch görs.

### Inslag av mellanmarsch
Tecknet kan göras både när kåren står stilla och när den är på marsch.
Staven sträcks upp högt i höger hand, doppskon upp. Slagverket gör upptag av stockar i egen takt, om de inte spelar och redan har dem uppe. Staven lyfts upp ytterligare lite på tvåan och sedan ner igen med en knyck på ettan, då slagverket slår inslag och musikerna slutar spela. Oftast passar stavföraren avslaget med slutet på musikstycket så att det blir ett naturligt slut. Om framåt marsch har kommenderats innan görs lyftet på anträdet och knycken på vänster fot. Under inslaget görs inget upptag. Efter inslaget spelar slagverket en mellanmarsch, ett slags trumsolo uppbyggt i åtta-takters moduler med repris, tills ett avslag eller inslag av musik görs. Mellanmarschen är ofta kårens egna, skriven av slagverkarna i kåren själva. Vissa kårer, såsom Arméns Trumkår har flöjtstämmor till sina mellanmarscher som då spelas på Virveltrumma, beckar, bastrumma och flöjt.

### Halt
Halt kan bara göras när kåren är på marsch.
Stavföraren håller staven mellan pekfingret och långfinger på båda händerna, kulan till vänster. Detta tecken är likvärdigt med det muntliga 'avdelning', alltså upphör armpendlingen när staven hålls upp. Man skiljer haltet från breddning, avsmalning, sväng och avslag (vid vilka armpendlingen skall fortsätta) genom att kulan är till vänster och staven håll mellan fingrarna vid halt. I vissa musikkårer ges här en vinkande varning med staven innan den förs helt ner på tvåan. Samma regler gäller som för muntligt halt; man tar ett steg med vänster till och gör sedan halt på höger. Innan halt har stavföraren normalt tagit ner steglängden för att göra det lättare för kåren att stanna på rätt plats. Innan halt bör man rätta in sig så att man står rätt när haltet kommer.
Ett halt är inte ett avslag; musikkåren fortsätter att spela tills ett sådant kommenderas. Inte heller mellanmarsch upphör vid halt utan måste slås av. Klick upphör dock vi halt, eftersom behovet av att hålla takten då försvinner.

### Sväng
Kommando om sväng kan bara göras när kåren är på marsch.
Stavföraren tar först upp staven och håller den rakt vågrätt, som vid breddning/avsmalning. Doppskon pekar åt det håll kåren skall svänga. När han har kommit till den punkt då han vill svänga tar han kort ned den i ögonhöjd för att omedelbart hålla upp den igen, den här gången snett åt det håll som kåren skall svänga. Han håller kvar den uppe tills han är ur svängen. Roteparen svänger först när de har kommit fram till den punkt där stavföraren gjorde tecknet.
I svängen gäller speciella regler. Den kolonnen som är näst innerst i svängen blir plötsligt rättkolonn. Alla musiker i roteparet vänder sin blick in mot den innersta musikern (om de har möjlighet), och den innersta musikern vänder sin blick utåt. Svängen ska se ut som en solfjäder, och därför måste den innersta kolonnen gå väldigt nära den framfövarande. I vissa musikkårer tillåts musikerna i den innersta kolonnen (den vänstra kolonnen om det är en vänstersväng) göra nedtag av instrument och inte spela precis i svängen. Musikerna i den yttre kolonnen får ändå öka sin steglängd lite, men det är de innerstas uppgift att hålla nere steglängden.

### Avslag
Avslaget kan ske både när kåren står stilla och när den är på marsch. Vidare kan den ges precis när som helst och på både ettan och tvåan. Det är inte ovanligt att stavföraren slår av mitt i ett stycke för att ett hinder kommer eller av någon annan anledning.
Ibland förekommer en varning (1) då staven sträcks upp i höger hand, den hålls på tvären över stavförarens huvud. Varningen finns till för att alla musiker ska uppfatta att avslaget är på väg.  Att fortsätta spela efter avslaget är inte snyggt och det vill man undvika. Om kåren redan står stilla kan man hoppa över varningen, eftersom det då sällan finns anledning att slå av i förtid och musikerna kan vara mer uppmärksamma. Efter en stund tar stavföraren ner varningen och håller staven i båda händerna. Sedan tar han/hon upp staven ett slag innan avslaget och håller den rakt framför sig med kulan upp. På nästa slag knycker han till med handen neråt och musiken eller mellanmarschen tystnar.
Ett avslag är inte ett halt; musikkåren fortsätter att gå tills ett sådant kommenderas. Om kåren fortfarande är på marsch när avslaget kommer så tar en av kagg-spelarna upp ett 'klick', det vill säga han slår på sargen med stocken för att ge takten. När halt kommenderas upphör klicket. Klick spelas alltid när ingen musik eller mellanmarsch spelas; om stavföraren kommenderar framåt marsch utan att slå in musik eller mellanmarsch spelas klick.

### Avsmalning
Avsmalning genom stavtecken görs bara under pågående marsch; om kåren står stilla kommenderas rättning istället.
Stavföraren håller staven i båda händerna, kulan till höger. Han/hon svänger med stavens ändar fram och tillbaka två gånger. Efter kommandot halverar musikerna i det främsta roteparet luckan mellan sig, det vill säga om avståndet var dubbelt, ska det bli enkelt etc. Man mäter inte avståndet med händerna utan man går på känn. De andra musikerna rättar in sig efter de längst fram, precis som vanligt.
Om staven svängs fram och tillbaka fyra gånger med ett kort stopp emellan så gör man en vanlig avsmalning på de två första. Musikerna i kårens två ytterkolonner går sedan på de två andra snett in bakom sina inre kamrater så att kåren blir på tre kolonner. Manövern kallas ibland 'blixtlåset' på grund av hur det ser ut när den utförs. Efter att man har gått ihop räcker det med en breddning för att kåren ska gå ut på fem kolonner.

### Breddning
Breddning genom stavtecken görs bara under pågående marsch; om kåren står stilla kommenderas rättning istället.
Stavföraren håller staven i båda händerna, kulan till höger. Han/hon vinkar med staven i sidled, höger-vänster två gånger. Efter kommandot dubblar musikerna i främsta roteparet luckan mellan sig, det vill säga om avståndet var enkelt, ska det bli dubbelt etc. Man mäter inte avståndet med händerna utan man går på känn. De andra musikerna rättar in sig efter de längst fram, precis som vanligt.
Om kåren går på 3+2-rotepar räcker det med en breddning för att alla ska gå ut på kanterna igen.

### Rättvänd genomgång
Genomgång kan bara göras när musikkåren befinner sig på marsch
Stavföraren håller staven rakt framför sig, kulan upp och snurrar kulan runt i en cirkel. När han har kommit till den plats där han vill påbörja genomvändningen slutar han snurra staven och rycker ner den med en knyck. Han börjar därefter gå ett halvt varv runt sin egen axel.
Färgerna indikerar kolonner, och pilarna deras väg genom genomgång. Som man kan se av bilden är tanken att roteparet ska mötas igen halvvägs genom vändningen, på rak linje.
De olika leden går som i en solfjäder, med de högra kolonnerna ytterst. Mittkolonnen snurrar helt enkelt runt sin egen axel. I vissa musikkårer slutar man armpendla när man går in i vändningen, för att sedan börja igen på ett kommando från musikern i mittkolonnen (ett slag på höften brukar fungera).
Rättvänd genomgång är, som framgår av skissen, en ganska avancerad manöver, och svår att få snygg. Många musikkårer väljer därför istället den rättvända genomgångens lillebror, den spegelvända dito.

### Spegelvänd genomgång
Genomgång kan bara göras när musikkåren befinner sig på marsch
Stavföraren gör samma tecken som för den rättvända genomgången, men han vänder doppskon upp istället.
Alla i kåren går motsols runt sin egen axel, och kåren kommer ut spegelvänd.
Fördelen med den spegelvända genomgenomgång är att den är mycket enklare att genomföra och att rättningen inte är så viktig när man är inne i vändningen. Fördelen med den rättvända genomgången är naturligtvis att kåren kommer ut med samma uppställning som när den gick in. Den är också roligare att titta på.
Det är ovanligt att en musikkår använder båda genomgångarna till vardags, då det kan uppstå oklarhet om vilken det är som skall göras.

### Kolonnavbrytning
Kolonnavbrytningen betyder att kåren går ner på bara en kolonn. Den kan bara göras när musikkåren befinner sig på marsch, men den bör stå och stampa på stället när manövern genomförs.
Stavföraren håller upp staven rakt lodrätt framför sig, doppskon upp. Han svänger den därefter från sida till sida. Tecknet kallas ibland 'vindrutetorkaren'. 
Kolonnavbrytning kan göras på två sätt: Rotepar för rotepar eller kolonn för kolonn. Om man gör den i rotepar består den i att den främsta musikern i den högra kolonnen går iväg efter stavföraren, rakt framåt. Hans rotekamrater följer efter honom, med början på den som gick till vänster om honom. De andra följer efter. När alla i det första roteparet har brutit av från avdelningen följer nästa rotepar efter på samma sätt, från höger.
Om man gör den kolonn för kolonn består den helt enkelt i att hela den vänstra kolonnen går iväg efter stavföraren medan deras kamrater står kvar och stampar. Sedan följer nästa kolonn från vänster efter.
När manövern är över består kåren av bara en lång kolonn. När kåren ska gå tillbaka på samma antal kolonner som de hade från början ges samma tecken igen. De går då tillbaka på sina gamla platser genom att manövern omvänds.